# Korvakkovaara
De Korvakkovaara, Nederlands: Korvakkoberg, is een heuvel in het noorden van Zweden, maar wordt berg genoemd. De Korvakkovaara ligt in de gemeente Pajala op minder dan twee kilometer van de grens met Finland tussen de Muonio, dat is de grens met Finland, en het Korvakkomeer en ongeveer 40 meter hoger dan de omgeving. Er ligt een andere berg, de Korvakkolaki, iets ten zuiden van de Korvakkovaara.